# Gruppejaure
Gruppejaure är en sjö i Sorsele kommun i Lappland och ingår i Umeälvens huvudavrinningsområde. Sjön har en area på 0,253 kvadratkilometer och ligger 766,9 meter över havet. Gruppejaure ligger i Vindelfjällen Natura 2000-område.

## Delavrinningsområde
Gruppejaure ingår i det delavrinningsområde (734027-147461) som SMHI kallar för Ovan 734200-147326. Medelhöjden är 803 meter över havet och ytan är 14,48 kvadratkilometer. Räknas de 3 avrinningsområdena uppströms in blir den ackumulerade arean 25,4 kvadratkilometer. Tärnaån som avvattnar avrinningsområdet har biflödesordning 2, vilket innebär att vattnet flödar genom totalt 2 vattendrag innan det når havet efter 442 kilometer. Avrinningsområdet består mestadels av kalfjäll (98 procent). Avrinningsområdet har 0,25 kvadratkilometer vattenytor vilket ger det en sjöprocent på 1,7 procent.